# Jiří Sobotka
Jiří Sobotka, auch bekannt als Georges Sobotka, (* 6. Juli 1911 in Prag; † 20. Mai 1994 in Intragna) war ein tschechisch-schweizerischer Fußballspieler und -trainer. Mit der Nationalmannschaft der Tschechoslowakei wurde er 1934 Vizeweltmeister. Mit Slavia Prag wurde der Stürmer sechs Mal Meister und einmal Torschützenkönig der Tschechoslowakei und Sieger im Mitropapokal 1938. Mit Hajduk Split wurde er während des Krieges als Spielertrainer Meister von Kroatien. Als Trainer wurde er Mit dem FC La Chaux-de-Fonds fünfmal, davon zweimal als Spielertrainer, und mit dem FC Basel einmal Schweizer Cupsieger.  Mit La Chaux-de-Fonds wurde er auch zweimal Schweizer Meister. Sobotka war ein Enkel des Komponisten Antonín Dvořák, der neben Karel Gott einer der bekanntesten tschechischen Musiker ist.

## Spielerkarriere
Sobotka begann mit dem Fußballspielen bei Čechoslovan Košíře, mit 19 Jahren wechselte er zu Slavia Prag. Mit Slavia wurde der Stürmer 1933, 1934, 1935, 1937, 1940 und 1942 Landesmeister. Slavia gewann in jener Zeit auch den Mitropapokal 1938, wo Sobotka allerdings nicht in den Finalspielen gegen den Titelverteidiger Ferencvárosi TC aus Budapest dabei war. 1934 wurde er zudem, gemeinsam mit dem Belgier Raymond Braine vom Lokalrivalen Sparta, mit 18 Toren Liga-Torschützenkönig.
Kurz vor der Weltmeisterschaft 1934 debütierte Sobotka in der tschechoslowakischen Nationalmannschaft und stand in der Mannschaft die in Rom im WM-Finale mit 1:2 gegen Gastgeber Italien unterlag und somit Vizeweltmeister wurde. Beim Turnier nahm er an allen vier Spielen der Mannschaft um Torwart František Plánička und den Stürmerstar Oldřich Nejedlý teil und erzielte dabei ein Tor. Bis 1937 absolvierte der Angreifer 23 Einsätze in der Auswahl und erzielte dabei acht Tore.
1940 ging Sobotka zum kroatischen Klub Hajduk Split, bei dem der Tscheche als Spielertrainer tätig war und den Meistertitel gewann. 1942 kehrte er zu Slavia Prag zurück, wechselte aber bald darauf zu Baťa Zlín.
Für Slavia Prag erzielte Sobotka in 282 Spielen (Liga-, Pokal- und Freundschaftsspiele) insgesamt 178 Tore. Zwischen 1932 und 1937 lief er 13 Mal für Slavia im Mitropapokal auf. Sein einziges Tor schoss er im Erstrunden-Spiel der Ausgabe 1937 gegen Ferencvaros Budapest am 13. Juni 1937. Sobotka traf zum 1:0, der Endstand lautete 2:2. Nach einer 1:3-Niederlage im Rückspiel schied Slavia aus.

## Trainerkarriere
1946 kehrte Sobotka der Tschechoslowakei für immer den Rücken und emigrierte in die Schweiz. Beim FC La Chaux-de-Fonds war er bis 1953 als Spielertrainer, anschließend bis 1958 nur noch als Trainer tätig. In den Jahren 1948, 1951, 1954, 1955, 1957 gewann er mit seiner Mannschaft den Schweizer Cup, in den Jahren 1954 und 1955 auch die Meisterschaft und damit das Double.
Sobotka verließ La Chaux-de-Fonds 1959 in Richtung Feyenoord Rotterdam, mit dem er 1961 niederländischer Meister wurde. Von 1961 bis 1965 coachte Sobotka den FC Basel, mit dem der Tscheche 1963 den Schweizer Cup gewann.
Im Frühjahr 1964 war Sobotka für drei Spiele Trainer der Schweizer Nationalmannschaft. Am 15. April 1964 besiegten die Schweizer in Genf Belgien mit 2:0, am 29. April 1964 unterlagen sie in Zürich Portugal mit 2:3. Die 1:3-Niederlage gegen Italien am 10. Mai 1964 in Lausanne war Sobotkas letztes Spiel als Schweizer Nationalcoach.
Zwischen 1965 und 1967 trainierte er den FC Biel-Bienne, danach war er von 1968 bis 1970 beim belgischen Erstligisten Sporting Charleroi unter Vertrag und führte diesen in der ersten Saison zur Vizemeisterschaft und damit der besten Platzierung der Vereinsgeschichte. Nach seiner zweiten Saison bei Charleroi löste ihn der Österreicher Lukas „Harry“ Aurednik ab, der im Januar 1971 für Tony Antonneau Platz machen musste, unter dem die Mannschaft 1971 abstieg.
In der Saison 1970/71 coachte Sobotka als Nachfolger von Ferdinand Daučík, der von 1934 bis 1941 zusammen mit Sobotka bei Slavia Prag gespielt hatte, den katalanischen Zweitligisten UE Sant Andreu, wo er aber nach der Hinrunde ausschied und durch Luis Aloy ersetzt wurde.
Als Nachfolger des Griechen Dan Georgiadis, den es nach einem halben Jahr in der Schweiz zum FC Sevilla nach Spanien zog, wurde er für eine Saison erneut Trainer des FC La Chaux-de-Fonds, mit dem er nach Saisonabschluss den 11. Rang in der Vierzehnerliga einnahm. Nach Saisonschluss schied er auf eigenes Betreiben aus. Anfang Dezember 1972 wurde er Trainer beim FC Aarau, dem Tabellenvorletzten der Nationalliga B, als Nachfolger von Spielertrainer Werner Olk (der „Adler von Giesing“). Olk blieb als Spieler erhalten und am Saisonende stand die Mannschaft auf dem 10. Platz unter vierzehn Vereinen und hielt so die Klasse. Von 1973 bis 1976 trainierte er mit dem AC Bellinzona einen weiteren Zweitligisten. Mit Bellinzona stieg er 1976 in die erste Liga auf, doch nachdem ihm dort in den ersten sechs Partien nur ein Punkt gelang, wurde er dort entlassen. Louis Maurer ersetzte ihn hier, schaffte aber den Klassenerhalt nicht.

## Karrierestatistik
| Verein               | Liga                                                                             | Saison          | Liga   | Liga | Nat. Pokal | Nat. Pokal | Europapokal | Europapokal | Gesamt | Gesamt |
| Verein               | Liga                                                                             | Saison          | Spiele | Tore | Spiele     | Tore       | Spiele      | Tore        | Spiele | Tore   |
| -------------------- | -------------------------------------------------------------------------------- | --------------- | ------ | ---- | ---------- | ---------- | ----------- | ----------- | ------ | ------ |
| Slavia Prag          | Tschechoslowakische Fußballmeisterschaft Böhmisch-mährische Fußballmeisterschaft | 1931/32         |        | 1    |            | 0          |             |             |        |        |
| Slavia Prag          | Tschechoslowakische Fußballmeisterschaft Böhmisch-mährische Fußballmeisterschaft | 1932/33         |        | 7    |            | 3          |             |             |        |        |
| Slavia Prag          | Tschechoslowakische Fußballmeisterschaft Böhmisch-mährische Fußballmeisterschaft | 1933/34         |        | 18   |            | 0          |             |             |        |        |
| Slavia Prag          | Tschechoslowakische Fußballmeisterschaft Böhmisch-mährische Fußballmeisterschaft | 1934/35         |        | 11   |            | 1          |             |             |        |        |
| Slavia Prag          | Tschechoslowakische Fußballmeisterschaft Böhmisch-mährische Fußballmeisterschaft | 1935/36         |        | 8    |            | 3          |             |             |        |        |
| Slavia Prag          | Tschechoslowakische Fußballmeisterschaft Böhmisch-mährische Fußballmeisterschaft | 1936/37         |        | 18   |            | 0          |             |             |        |        |
| Slavia Prag          | Tschechoslowakische Fußballmeisterschaft Böhmisch-mährische Fußballmeisterschaft | 1937/38         |        | 3    |            | 0          |             |             |        |        |
| Slavia Prag          | Tschechoslowakische Fußballmeisterschaft Böhmisch-mährische Fußballmeisterschaft | 1938/39         | 7      | 0    |            | 0          |             |             |        |        |
| Slavia Prag          | Tschechoslowakische Fußballmeisterschaft Böhmisch-mährische Fußballmeisterschaft | 1939/40         |        | 0    |            | 0          |             |             |        |        |
| Gesamt               | Gesamt                                                                           | Gesamt          |        | 66   |            |            |             |             |        |        |
| Hajduk Split         | Kroatische Fußballmeisterschaft Jugoslawische Fußballmeisterschaft               | 1939/40         | 19     | 4    |            |            |             |             |        |        |
| Hajduk Split         | Kroatische Fußballmeisterschaft Jugoslawische Fußballmeisterschaft               | 1940/41         | 18     | 13   |            |            |             |             |        |        |
| Gesamt               | Gesamt                                                                           | Gesamt          | 37     | 17   |            |            |             |             |        |        |
| Slavia Prag          | Böhmisch-mährische Fußballmeisterschaft                                          | 1941/42         |        | 0    |            | 0          |             |             |        |        |
| Slavia Prag          | Böhmisch-mährische Fußballmeisterschaft                                          | 1942/43         |        | 3    |            | 0          |             |             |        |        |
| Gesamt               | Gesamt                                                                           | Gesamt          |        | 3    |            |            |             |             |        |        |
| SK Baťa Zlín         | Tschechische Liga Tschechoslowakische Liga                                       | 1942/43         | 1      | 1    |            | 0          |             |             |        |        |
| SK Baťa Zlín         | Tschechische Liga Tschechoslowakische Liga                                       | 1943/44         | 22     | 16   |            | 0          |             |             |        |        |
| SK Baťa Zlín         | Tschechische Liga Tschechoslowakische Liga                                       | 1945/46         | 11     | 3    |            | 0          |             |             |        |        |
| Gesamt               | Gesamt                                                                           | Gesamt          | 34     | 20   |            |            |             |             |        |        |
| FC La Chaux-de-Fonds | Nationalliga A Nationalliga B                                                    | 1946/47         |        |      |            |            |             |             |        |        |
| FC La Chaux-de-Fonds | Nationalliga A Nationalliga B                                                    | 1947/48         | 2      | 0    |            |            |             |             |        |        |
| FC La Chaux-de-Fonds | Nationalliga A Nationalliga B                                                    | 1948/49         | 22     | 3    |            |            |             |             |        |        |
| FC La Chaux-de-Fonds | Nationalliga A Nationalliga B                                                    | 1949/50         | 23     | 11   |            |            |             |             |        |        |
| FC La Chaux-de-Fonds | Nationalliga A Nationalliga B                                                    | 1950/51         | 26     | 12   |            |            |             |             |        |        |
| FC La Chaux-de-Fonds | Nationalliga A Nationalliga B                                                    | 1951/52         | 11     | 2    |            |            |             |             |        |        |
| FC La Chaux-de-Fonds | Nationalliga A Nationalliga B                                                    | 1952/53         | 11     | 1    |            |            |             |             |        |        |
| Gesamt               | Gesamt                                                                           | Gesamt          | 95     | 29   |            |            |             |             |        |        |
| Karriere Gesamt      | Karriere Gesamt                                                                  | Karriere Gesamt | 282    | 135  |            |            |             |             |        |        |

## Erfolge
Spieler
- Vizeweltmeister 1934
- Tschechoslowakischer Meister: 1933, 1934, 1935, 1937, 1940, 1942 und 1943
- Kroatischer Meister Kroatien: 1941
- Tschechoslowakischer Torschützenkönig: 1934 (18 Tore)

Trainer
- Schweizer Meister: 1954, 1955
- Schweizer Pokalsieger: 1948*, 1951*, 1954, 1955, 1957 und 1963
- Niederländischer Meister: 1961

* Erfolge als Spielertrainer